# 하시모토 마사토
하시모토 마사토(일본어: 橋本 真人, 1989년 10월 12일 ~ )는 일본의 축구 선수이다.

## 구단 경력
과거 우라와 레즈, 도치기 SC, V-파렌 나가사키, SC 사가미하라, 그루자 모리오카에서 활동하였다.